# Вудсток (фестиваль, 1999)

Rage Against the Machine сжигают Американский флаг на сцене фестиваля, играя «Killing in the Name».

Вудсток 1999 (англ. Woodstock 1999) — рок-фестиваль, прошедший с 22 по 25 июля 1999 года в городе Ром, штат Нью-Йорк. Фестиваль был посвящён тридцатой годовщине фестиваля Вудсток, который прошёл в августе 1969 года, Вудсток-99 посетило около 400 000 человек. Телеканал MTV вёл прямую платную трансляцию фестиваля. Отрывки из выступлений были впоследствии выпущены на компакт-диске и DVD. В отличие от двух предыдущих годовщин, третья была омрачена драками, изнасилованиями и пожарами, что привело к её досрочному окончанию. Последний день фестиваля впоследствии был назван «днём, когда умерла музыка».

## Атрибуты

### Условия
Фестиваль был проведён на бывшей авиабазе «Гриффисс». Ещё до начала фестиваля, организаторов обязали исключить давку и разрушения, имевшие место на предыдущих фестивалях. Площадка, объявленная ими как «безопасная», ограждалась 4-метровым забором из стали и фанеры для предотвращения прохода безбилетников. Около пятисот нью-йоркских полицейских были приглашены для охраны. Помимо двух главных сцен, имелись вторичные места, включая несколько альтернативных сцен, палатка для ночной рейв-музыки и показ кинофильмов, который проходил в бывшем ангаре. Фестиваль был задуман и осуществлён как коммерческое предприятие с десятками корпоративных спонсоров. Для мероприятий такого типа билеты по цене $ 150 (плюс сбор за обслуживание) на тот момент были весьма дороги.

### Реакция
Фестиваль состоял из целого ряда представлений, и ранние отзывы о большинстве из них были весьма положительными; критики особенно хвалили выступления Джорджа Клинтона, Jamiroquai, Джеймса Брауна, Шерил Кроу, The Tragically Hip и Rage Against the Machine. Тем не менее, общественное внимание вскоре переключилось на загрязнение окружающей среды и поведение присутствующих.

## Проблемы

### Обстановка
Температура выше 38 °C и проблемы с окружающей средой омрачали фестиваль с самого начала. Люди, которые не взяли с собой еду и воду, вынуждены были покупать всё втрое дороже. Установленных туалетов оказалось недостаточно для такого количества людей, и часть из них очень быстро вышли из строя. Появились очереди к фонтанам с водой, и разгневанная толпа сломала водопровод для доступа к воде по всей длине, что в свою очередь привело к большим грязевым ямам.

### Насилие
Насильственные действия начались во время и после субботнего выступления Limp Bizkit; во время исполнения песни «Break Stuff» (рус. Сломай что-нибудь) некоторые поклонники сорвали с ограждений фанеру. Было сообщено о нескольких сексуальных домогательствах после выступления. Фред Дёрст, вокалист Limp Bizkit, заявил во время концерта: «Травмируются люди. Не травмируйте никого. Но я не думаю, что вам следует успокоиться. Это была задача Аланис Мориссетт. Если кто-то упадёт, поднимите его. Мы уже выпустили негатив. Теперь мы хотим выпустить позитивную энергию». Позже в интервью Дёрст сказал: «Я не видел, чтобы кто-то получал травмы. И вы не видели этого. Ты смотришь на море людей с 6-метровой сцены, когда ты выступаешь, ты чувствуешь свою музыку, и это то, чего от тебя ждут. Разве я мог заметить, что что-то идет не так?». В интервью журналу San Francisco Examiner, участник группы Primus Лес Клейпул сказал: «Вудсток был таким, каким Дёрст хотел его видеть. Его позиция „никакого давления — плохое давление“, так что это он берёт на себя. Он погрязает в этом. Всё же, он замечательный парень».
Насилие обострилось на следующую ночь, во время заключительных часов фестиваля, когда началось выступление Red Hot Chili Peppers. Во время концерта группы толпа стала зажигать свечи, некоторые из которых были использованы для разжигания костров, топливом для которых послужили сотни пустых пластиковых бутылок и панели из фанеры с ограждений безопасности. После того как группа закончила свой главный сет, публика была проинформирована о «небольшой проблеме»: загорелась аудиобашня, — и для тушения огня была вызвана пожарная служба. Вернувшись «на бис», вокалист Энтони Кидис отметил, как замечательно пожар смотрелся со сцены, сравнивая его со сценой из фильма «Апокалипсис сегодня». Исполнив «Sir Psycho Sexy», группа сыграла свой кавер на песню Джими Хендрикса «Fire» (рус. Огонь). Позже Кидис написал в автобиографии, что они сыграли «Fire» не для поощрения толпы, а потому что сестра Хендрикса попросила группу сыграть песню в честь Джими, который закрыл Вудсток в 1969 году. После того как группа ушла со сцены, разгорелось много больших костров, вокруг которых стали танцевать люди. Банкоматы и торговые автоматы были опрокинуты, разломаны и подожжены, а полные товаров и оборудования прицепы были взломаны и разворованы. Телеканал MTV, который вёл прямую трансляцию фестиваля, отозвал всю свою команду..
Спустя некоторое время прибыло много нью-йоркских и местных полицейских, большинство из которых имели средства для сдерживания беспорядков. Образовав шеренгу, они оттеснили толпу на северо-запад от сцены, которая была расположена в восточной части авиабазы. Некоторые оказывали сильное сопротивление и быстро вернулись к кемпингу и к выходу из главного входа.

### Последствия
Полиция расследовала несколько предполагаемых изнасилований, которые по заявлениям были совершены во время фестиваля. Очевидцы сообщили, что во время выступления Limp Bizkit, толпа изнасиловала женщину. В последний день фестиваля было совершено семь арестов, а после полиция просмотрела видеоматериалы, надеясь идентифицировать и привлечь к ответственности насильников и мародёров, которые в условиях хаоса не были арестованы. Приблизительно 12 автоприцепов, небольшой автобус и ряд кабин и переносных туалетов были сожжены. Шесть человек получили ранения.
Том Морелло, гитарист Rage Against the Machine, в колонке Нила Страусса в газете New York Times написал: «Эй, оставьте ребят в покое. Мне уже тошно от яростной демонизации молодёжи на Вудстоке '99. Да, на Вудстоке было полно хищников: выродки-идиоты, насиловавшие женщин, жадные промоутеры, жаждущие получить каждый цент из ожидаемых концертов, и последние, но не менее важные, средства массовой информации, которые закрыли глаза на реальное насилие и сделали козлом отпущения четверть миллиона поклонников музыки на Вудстоке '99, большинство из которых просто веселились».
Критики позже негативно оценили использование торговой марки «Вудсток» для таких мероприятий, назвав это «грубой коммерциализацией», и осудили «организаторов концерта, которые назначали завышенную цену на воду, пиво и продовольствие». Энтони Кидис, вокалист Red Hot Chili Peppers, позже написал в автобиографии: «До того, как мы приехали туда, нам сообщили, что этот фестиваль не был очень хорошо организован, и толпа выходила из-под контроля. Когда мы добрались до этой старой военной базы на окраине Нью-Йорка, стало ясно, что всё происходящее уже не имело ничего общего с Вудстоком. Это не было символом мира и любви, а олицетворяло жадность и потребительское отношение ко всему. Маленький голубь с цветком в клюве говорил: „Насколько много денег мы можем содрать с этих ребят за футболки, чтобы это сошло нам с рук?“».

## Критика
В 90-е не могут существовать ни «Дорз», ни Дженис Джоплин, ни «Кинг Кримзон». Они слишком оппозиционны. Они не политкорректны. Они слишком философичны. Они, наконец, неприлично мрачны. История с попыткой повторения через 30 лет Вудстока показала всю степень деградации рок-сцены: вместо праздника слияния, любви, пира гениев и соединения с мировой пульсацией родилось обычное шоу с толпами полупьяных и подколотых сытых и самодовольных яппи и детей яппи, которые даже не слушали толком музыку, не интересовались, кто играет и о чём поёт (а это действительно уже неважно — не 60-е), а стремились приобщиться к «историческому» событию — поваляться в вудстокской грязи.
 — А. Тарасов, «Десятилетие позора. Тезисы обвинительной речи».

## Исполнители
Ни одна из групп, выступавшая на Вудстоке в 1969 году, не выступила на третьей годовщине. Всё же Джон Энтвисл из The Who исполнил сольный сет, а Микки Харт, экс-ударник Grateful Dead, сыграл с группой Planet Drum.
|         | Западная сцена | Восточная сцена | Новая сцена |
| ------- | --- | --- | --- |
| 22 июля | - Кей Джей Джеймс - Little Big Jam - Djoliba - Red Herring - Rattlebasket - Flipp - 3rd Bass - Vertical Horizon - G. Love and Special Sauce - String Cheese Incident                    | | - Immoral Fibres - Simmi - Крис Гленн - Gary Durdin & The Clay Pinps - Джонни Рашмор                                                                                               |
| 23 июля | - Spitfire - Oleander - The Umbilical Brothers - moe. - Lit - Buckcherry - The Roots - Insane Clown Posse - George Clinton & the P.Funk All-Stars                                       | - Джеймс Браун - G. Love and Special Sauce - Jamiroquai - Live - Шерил Кроу - DMX - The Offspring - KoЯn - Bush                                                                       | - Бен Ли - Beth Hart Band - Бижу Филлипс - Крис Макдермотт - Chris Pérez Band - F.o.N. - Liars Inc. - Linda Rutherford & Celtic Fire - Майк Эррико - Шерри Джексон - Sticky Pistil |
| 24 июля | - Spitfire - Guster - Брюс Хорнсби - Everclear - Ice Cube - Los Lobos - Planet Drum (совместно с экс-ударником Grateful Dead Микки Хартом) - Moby - The Chemical Brothers - Fatboy Slim | - The Tragically Hip - Kid Rock - Wyclef Jean with the Refugee Allstars - Counting Crows - Dave Matthews Band - Аланис Мориссетт - Limp Bizkit - Rage Against the Machine - Metallica | - 2 Skinnee J’s - American Pearl - Full Devil Jacket - Gigolo Aunts - Serial Joe                                                                                                   |
| 25 июля | - Spitfire - Майк Нэсс - Our Lady Peace - Rusted Root - Sevendust - Collective Soul - Godsmack - Reveille - Megadeth                                                                    | - Вилли Нельсон - The Brian Setzer Orchestra - Everlast - Элвис Костелло - Джуэл - Creed (совместно с Робби Кригером) - Red Hot Chili Peppers                                         | - Big Sugar - Cyclefly - Indigenous - Джон Энтвисл - Джон Осаджака - Мо Логран - Pound - Pushmonkey                                                                                |

## В культуре
- В 2022 году вышел документальный сериал Netflix Trainwreck: Woodstock '99, также стало известно о планах создать художественный сериал Clusterf**k: Woodstock ’99[18].